# Copa da UEFA de 2004–05
A Copa da UEFA 2004–05 foi disputada entre julho de 2004 e maio de 2005. Nela participaram 145 equipes de todas as 51 federações nacionais afiliadas à UEFA.
O Sporting foi derrotado por 3 a 1 pelo CSKA Moscou na final disputada no Estádio José Alvalade, em Lisboa, no dia 18 de maio de 2005.

## Formato
Nesta época a prova sofreu alterações no formato, passando a incorporar uma fase de grupos.
É dividida em 4 períodos:
- Fases de Classificação:
  - 1ª Pré-Eliminatória
  - 2ª Pré-Eliminatória
- Primeira Eliminatória
- Fase de grupos;
- Fases Finais:
  - Dezasseis-avos-de-final
  - Oitavos-de-final
  - Quartos-de-final
  - Meias-finais
  - Final

## Fases de classificação
Houve duas fases de classificação, onde disputaram 99 equipes. Dessas 99, 88 foram classificadas pelas respectivas ligas e os outras 11 pela Copa Intertoto da UEFA. Delas, apenas 32 equipes uniram-se aos outros 48 classificados diretamente para a primeira fase.

### Primeira pré-eliminatória
As fases de classificação começaram no dia 13 de julho e foram até 29 de julho de 2004.
| Equipe 1              | Total | Equipe 2            | 1.º jogo | 2.º jogo |
| --------------------- | ----- | ------------------- | -------- | -------- |
| Pennarossa            | 1–9   | Željezničar         | 1–5      | 0–4      |
| FC Santa Coloma       | 0–4   | Modriča             | 0–1      | 0–3      |
| Mika                  | 1–2   | Honvéd              | 0–1      | 1–1      |
| Levadia Tallinn       | 3–1   | Bohemian            | 0–0      | 3–1      |
| Shirak                | 1–4   | Tiraspol            | 1–2      | 0–2      |
| Partizani             | 5–4   | Birkirkara          | 4–2      | 1–2      |
| Haverfordwest County  | 1–4   | FH                  | 0–1      | 1–3      |
| Nistru Otaci          | 3–2   | Shakhtyor Salihorsk | 1–1      | 2–1      |
| Illichivets Mariupol  | 4–0   | Banants             | 2–0      | 2–0      |
| ÍA                    | 6–3   | TVMK                | 4–2      | 2–1      |
| Ekranas               | 3–1   | F91 Dudelange       | 1–0      | 2–1      |
| Oţelul Galaţi         | 8–1   | Dinamo Tirana       | 4–0      | 4–1      |
| Östers                | 4–1   | The New Saints      | 2–0      | 2–1      |
| Haka                  | 5–2   | Etzella Ettelbruck  | 2–1      | 3–1      |
| Tbilisi               | 5–1   | Shamkir             | 1–0      | 4–1      |
| Vaduz                 | 4–2   | Longford Town       | 1–0      | 3–2      |
| Sileks                | 1–2   | Maribor             | 0–1      | 1–1      |
| Portadown             | 2–4   | Žalgiris Vilnius    | 2–2      | 0–2      |
| Dukla Banská Bystrica | 4–0   | Qarabağ             | 3–0      | 1–0      |
| Glentoran             | 4–3   | Allianssi           | 2–2      | 2–1      |
| BATE Borisov          | 2–4   | Dinamo Tbilisi      | 2–3      | 0–1      |
| B36 Tórshavn          | 2–11  | Liepājas Metalurgs  | 1–3      | 1–8      |
| Omonia                | 8–1   | Sloga Jugomagnat    | 4–0      | 4–1      |
| B68 Toftir            | 0–11  | Ventspils           | 0–3      | 0–8      |
| Marsaxlokk            | 0–3   | Primorje            | 0–1      | 0–2      |

### Segunda Pré-eliminatória
Jogos a 12 de Agosto e a 26 de Agosto de 2004.
| Equipe 1                | Total           | Equipe 2             | 1.º jogo | 2.º jogo  |
| ----------------------- | --------------- | -------------------- | -------- | --------- |
| Glentoran               | 1–3             | Elfsborg             | 0–1      | 1–2       |
| Odd                     | 4–3             | Ekranas              | 3–1      | 1–2       |
| Beveren                 | 5–2             | Vaduz                | 3–1      | 2–1       |
| Ventspils               | 1–1 (a)         | Brøndby              | 0–0      | 1–1       |
| Hammarby                | 4–1             | ÍA                   | 2–0      | 2–1       |
| Stabæk                  | 6–2             | Haka                 | 3–1      | 3–1       |
| Bodø/Glimt              | 3–3 (8–7 (g.p)) | Levadia Tallinn      | 2–1      | 1–2 (a.p) |
| FH                      | 4–3             | Dunfermline Athletic | 2–2      | 2–1       |
| Žalgiris Vilnius        | 1–3             | AaB                  | 1–3      | 0–0       |
| Östers                  | 3–3 (a)         | Liepājas Metalurgs   | 2–2      | 1–1       |
| Gençlerbirliği          | 2–2 (a)         | Rijeka               | 1–0      | 1–2       |
| Levski Sofia            | 8–0             | Modriča              | 5–0      | 3–0       |
| Bnei Sakhnin            | 6–1             | Partizani            | 3–0      | 3–1       |
| Železnik                | 4–5             | Steaua București     | 2–4      | 2–1       |
| Budućnost Banatski Dvor | 2–2 (a)         | Maribor              | 1–2      | 1–0       |
| Željezničar             | 1–9             | Litex Lovech         | 1–2      | 0–7       |
| Dínamo Zagreb           | 4–2             | Primorje             | 4–0      | 0–2       |
| Omonia                  | 2–4             | CSKA Sofia           | 1–1      | 1–3 (a.p) |
| Oţelul Galaţi           | 0–1             | Partizan             | 0–0      | 0–1       |
| AEK Larnaca             | 3–4             | Maccabi Petach Tikva | 3–0      | 0–4       |
| Terek Grozny            | 2–0             | Lech Poznań          | 1–0      | 1–0       |
| Slavia Praga            | 3–3 (a)         | Dinamo Tbilisi       | 3–1      | 0–2       |
| Rapid Wien              | 3–2             | Rubin Kazan          | 0–2      | 3–0       |
| Illichivets Mariupol    | 0–3             | Austria Wien         | 0–0      | 0–3       |
| Dukla Banská Bystrica   | 4–2             | Wil                  | 3–1      | 1–1       |
| Nistru Otaci            | 1–6             | Sigma Olomouc        | 1–2      | 0–4       |
| Petržalka Akadémia      | 1–4             | Dnipro               | 0–3      | 1–1       |
| ASKÖ Pasching           | 3–3 (a)         | Zenit                | 3–1      | 0–2       |
| Újpest                  | 5–1             | Servette             | 3–1      | 2–0       |
| Metalurh Donetsk        | 5–1             | Tiraspol             | 3–0      | 2–1       |
| Tbilisi                 | 0–7             | Legia Warszawa       | 0–1      | 0–6       |
| Amica Wronki            | 1–1 (5–4 (g.p)) | Honvéd               | 1–0      | 0–1 (a.p) |

## Primeira Eliminatória
A Primeira Eliminatória da competição teve inicio em Setembro de 2004, com 80 equipes competindo pelo troféu que estava no poder do Valencia Club de Fútbol, que conquistou a edição anterior.
Das 80 equipes participantes, 32 se classificaram da Segunda Fase de Classificação da Taça da UEFA, as outras 32 são procedentes da classificação de ligas européias com Coeficientes da UEFA maiores e as 16 restantes foram as equipes perdedoras da Terceira Fase de Classificação da Copa dos Campeões.
Formaram-se 40 cruzamentos de dois jogos, sendo que não poderia haver confrontos entre equipes de mesmo país.
A Primeira Fase teve inicio dia 16 de Setembro e finalizou-se no dia 30 de Setembro.
| Equipe 1              | Total      | Equipe 2              | 1.º jogo  | 2.º jogo |
| --------------------- | ---------- | --------------------- | --------- | -------- |
| Grazer AK             | 5–1        | Litex Lovech          | 5–0       | 0–1      |
| Metalurh Donetsk      | 0–6        | Lazio                 | 0–3       | 0–3      |
| Bodø/Glimt            | 1–2        | Beşiktaş              | 1–1       | 0–1      |
| Shelbourne            | 2–4        | Lille                 | 2–2       | 0–2      |
| Hearts                | 5–3        | Braga                 | 3–1       | 2–2      |
| Austria Wien          | 4–1        | Legia Warszawa        | 1–0       | 3–1      |
| Dukla Banská Bystrica | 0–5        | Benfica               | 0–3       | 0–2      |
| Partizan              | 3–1        | Dinamo Bucureşti      | 3–1       | 0–0      |
| Parma                 | 3–2        | Maribor               | 3–2       | 0–0      |
| Real Zaragoza         | 4–2        | Sigma Olomouc         | 1–0       | 3–2      |
| Sporting CP           | 2–0        | Rapid Wien            | 2–0       | 0–0      |
| Newcastle United      | 7–1        | Bnei Sakhnin          | 2–0       | 5–1      |
| Steaua București      | 4–3        | CSKA Sofia            | 2–1       | 2–2      |
| Wisła Kraków          | 5–5 (a)    | Dinamo Tbilisi        | 4–3       | 1–2      |
| Utrecht               | 4–3        | Djurgården            | 4–0       | 0–3      |
| Millwall              | 2–4        | Ferencváros           | 1–1       | 1–3      |
| Schalke 04            | 9–1        | Liepājas Metalurgs    | 5–1       | 4–0      |
| Maccabi Haifa         | 1–2        | Dnipro Dnipropetrovsk | 1–0       | 0–2      |
| Terek Grozny          | 1–3        | Basel                 | 1–1       | 0–2      |
| Odd Grenland          | 1–5        | Feyenoord             | 0–1       | 1–4      |
| AaB                   | 1–3        | Auxerre               | 1–1       | 0–2      |
| Sevilla               | 4–1        | Nacional              | 2–0       | 2–1      |
| Gorica                | 1–2        | AEK Athens            | 1–1       | 0–1      |
| Standard Liège        | 1–1 (a)    | Bochum                | 0–0       | 1–1      |
| Zenit St. Petersburg  | 6–1        | Red Star Belgrade     | 4–0       | 2–1      |
| Trabzonspor           | 3–4        | Athletic Bilbao       | 3–2       | 0–2      |
| Újpest                | 1–7        | Stuttgart             | 1–3       | 0–4      |
| Panionios             | 3–2        | Udinese               | 3–1       | 0–1      |
| Maccabi Petach Tikva  | 0–5        | Heerenveen            | cancelado | 0–5      |
| Levski Sofia          | 1–2        | Beveren               | 1–1       | 0–1      |
| Dinamo Zagreb         | 2–0        | Elfsborg              | 2–0       | 0–0      |
| FH                    | 1–5        | Alemannia Aachen      | 1–5       | 0–0      |
| Middlesbrough         | 4–1        | Baník Ostrava         | 3–0       | 1–1      |
| Club Brugge           | 6–1        | Châteauroux           | 4–0       | 2–1      |
| PAOK                  | 3–5        | AZ                    | 2–3       | 1–2      |
| Ventspils             | 1–2        | Amica Wronki          | 1–1       | 0–1      |
| Sochaux               | 9–0        | Stabæk                | 4–0       | 5–0      |
| Egaleo                | 2–1        | Gençlerbirliği        | 1–0       | 1–1      |
| Marítimo              | 1–1 (2-4p) | Rangers               | 1–0       | 0–1      |
| Hammarby              | 1–5        | Villarreal            | 1–2       | 0–3      |

- ↑1  Devido a problemas de segurança em Israel, a 1ª mão foi cancelada pela UEFA.

## Fase de grupos
As 40 equipes que se classificaram da Primeira Fase são distribuídas em oito grupos de cinco participantes cada.
Em cada grupo as equipes jogaram entre si, todos contra todos em turno e returno. As 3 equipes com maiores pontuações, classificaram-se para os dessesseis-avos de final. Iniciou-se dia 21 de Outubro, e terminou no dia 15 de Dezembro.
| Time        | J | V | E | D | GP | GC | SG | Pts |
| ----------- | - | - | - | - | -- | -- | -- | --- |
| Feyenoord   | 4 | 2 | 1 | 1 | 6  | 3  | +3 | 7   |
| Schalke     | 4 | 2 | 1 | 1 | 5  | 3  | +2 | 7   |
| Basel       | 4 | 2 | 1 | 1 | 5  | 4  | +1 | 7   |
| Ferencváros | 4 | 1 | 1 | 2 | 3  | 5  | −2 | 4   |
| Hearts      | 4 | 1 | 0 | 3 | 2  | 6  | −4 | 3   |

| 1ª jornada  |     |             |
| Feyenoord   | 3–0 | Hearts      |
| Schalke 04  | 1–1 | Basel       |
| 2ª jornada  |     |             |
| Hearts      | 0–1 | Schalke 04  |
| Ferencváros | 1–1 | Feyenoord   |
| 3ª jornada  |     |             |
| Schalke 04  | 2–0 | Ferencváros |
| Basel       | 1–2 | Hearts      |
| 4ª jornada  |     |             |
| Ferencváros | 1–2 | Basel       |
| Feyenoord   | 2–1 | Schalke 04  |
| 5ª jornada  |     |             |
| Hearts      | 0–1 | Ferencváros |
| Basel       | 1–0 | Feyenoord   |

| Time             | J | V | E | D | GP | GC | SG | Pts |
| ---------------- | - | - | - | - | -- | -- | -- | --- |
| Athletic Bilbao  | 4 | 3 | 0 | 1 | 11 | 4  | +7 | 9   |
| Steaua București | 4 | 2 | 0 | 2 | 4  | 3  | +1 | 6   |
| Parma            | 4 | 2 | 0 | 2 | 5  | 6  | −1 | 6   |
| Beşiktaş         | 4 | 1 | 1 | 2 | 7  | 7  | 0  | 4   |
| Standard Liège   | 4 | 1 | 1 | 2 | 4  | 11 | −7 | 4   |

| 1ª jornada       |     |                  |
| Steaua București | 2–0 | Standard Liège   |
| Athletic Bilbao  | 2–0 | Parma            |
| 2ª jornada       |     |                  |
| Parma            | 1–0 | Steaua București |
| Beşiktaş         | 3–1 | Athletic Bilbao  |
| 3ª jornada       |     |                  |
| Steaua București | 2–1 | Beşiktaş         |
| Standard Liège   | 2–1 | Parma            |
| 4ª jornada       |     |                  |
| Beşiktaş         | 1–1 | Standard Liège   |
| Athletic Bilbao  | 1–0 | Steaua București |
| 5ª jornada       |     |                  |
| Parma            | 3–2 | Beşiktaş         |
| Standard Liège   | 1–7 | Athletic Bilbao  |

| Time                  | J | V | E | D | GP | GC | SG | Pts |
| --------------------- | - | - | - | - | -- | -- | -- | --- |
| Dnipro Dnipropetrovsk | 4 | 3 | 0 | 1 | 7  | 5  | +2 | 9   |
| Real Zaragoza         | 4 | 2 | 1 | 1 | 5  | 3  | +2 | 7   |
| Austria Wien          | 4 | 2 | 1 | 1 | 4  | 3  | +1 | 7   |
| Club Brugge           | 4 | 1 | 2 | 1 | 5  | 5  | 0  | 5   |
| Utrecht               | 4 | 0 | 0 | 4 | 2  | 7  | −5 | 0   |

| 1ª jornada            |     |                       |
| Dnipro Dnipropetrovsk | 3–2 | Club Brugge           |
| Real Zaragoza         | 2–0 | Utrecht               |
| 2ª jornada            |     |                       |
| Utrecht               | 1–2 | Dnipro Dnipropetrovsk |
| Austria Wien          | 1–0 | Real Zaragoza         |
| 3ª jornada            |     |                       |
| Dnipro Dnipropetrovsk | 1–0 | Austria Wien          |
| Club Brugge           | 1–0 | Utrecht               |
| 4ª jornada            |     |                       |
| Austria Wien          | 1–1 | Club Brugge           |
| Real Zaragoza         | 2–1 | Dnipro Dnipropetrovsk |
| 5ª jornada            |     |                       |
| Utrecht               | 1–2 | Austria Wien          |
| Club Brugge           | 1–1 | Real Zaragoza         |

| Time             | J | V | E | D | GP | GC | SG  | Pts |
| ---------------- | - | - | - | - | -- | -- | --- | --- |
| Newcastle United | 4 | 3 | 1 | 0 | 8  | 1  | +7  | 10  |
| Sochaux          | 4 | 3 | 0 | 1 | 4  | 4  | 0   | 9   |
| Sporting CP      | 4 | 2 | 1 | 1 | 9  | 3  | +6  | 7   |
| Panionios        | 4 | 1 | 0 | 3 | 6  | 8  | −2  | 3   |
| Dinamo Tbilisi   | 4 | 0 | 0 | 4 | 2  | 13 | −11 | 0   |

| 1ª jornada       |     |                  |
| Dinamo Tbilisi   | 0–2 | Sochaux          |
| Panionios        | 0–1 | Newcastle United |
| 2ª jornada       |     |                  |
| Newcastle United | 2–0 | Dinamo Tbilisi   |
| Sporting CP      | 4–1 | Panionios        |
| 3ª jornada       |     |                  |
| Dinamo Tbilisi   | 0–4 | Sporting CP      |
| Sochaux          | 0–4 | Newcastle United |
| 4ª jornada       |     |                  |
| Sporting CP      | 0–1 | Sochaux          |
| Panionios        | 5–2 | Dinamo Tbilisi   |
| 5ª jornada       |     |                  |
| Newcastle United | 1–1 | Sporting CP      |
| Sochaux          | 1–0 | Panionios        |

| Time          | J | V | E | D | GP | GC | SG | Pts |
| ------------- | - | - | - | - | -- | -- | -- | --- |
| Middlesbrough | 4 | 3 | 0 | 1 | 6  | 2  | +4 | 9   |
| Villarreal    | 4 | 2 | 2 | 0 | 8  | 2  | +6 | 8   |
| Partizan      | 4 | 1 | 2 | 1 | 7  | 6  | +1 | 5   |
| Lazio         | 4 | 0 | 3 | 1 | 5  | 7  | −2 | 3   |
| Egaleo        | 4 | 0 | 1 | 3 | 2  | 11 | −9 | 1   |

| 1ª jornada    |     |               |
| Lazio         | 1–1 | Villareal     |
| Egaleo        | 0–1 | Middlesbrough |
| 2ª jornada    |     |               |
| Middlesbrough | 2–0 | Lazio         |
| Partizan      | 4–0 | Egaleo        |
| 3ª jornada    |     |               |
| Lazio         | 2–2 | Partizan      |
| Villareal     | 2–0 | Middlesbrough |
| 4ª jornada    |     |               |
| Partizan      | 1–1 | Villareal     |
| Egaleo        | 2–2 | Lazio         |
| 5ª jornada    |     |               |
| Middlesbrough | 3–0 | Partizan      |
| Villareal     | 4–0 | Egaleo        |

| Time         | J | V | E | D | GP | GC | SG  | Pts |
| ------------ | - | - | - | - | -- | -- | --- | --- |
| AZ           | 4 | 3 | 0 | 1 | 6  | 3  | +3  | 9   |
| Auxerre      | 4 | 2 | 1 | 1 | 7  | 3  | +4  | 7   |
| GAK          | 4 | 2 | 1 | 1 | 5  | 4  | +1  | 7   |
| Rangers      | 4 | 2 | 0 | 2 | 8  | 3  | +5  | 6   |
| Amica Wronki | 4 | 0 | 0 | 4 | 3  | 16 | −13 | 0   |

| 1ª jornada   |     |              |
| Amica Wronki | 0–5 | Rangers      |
| Auxerre      | 0–0 | GAK          |
| 2ª jornada   |     |              |
| GAK          | 3–1 | Amica Wronki |
| AZ           | 2–0 | Auxerre      |
| 3ª jornada   |     |              |
| Amica Wronki | 1–3 | AZ           |
| Rangers      | 3–0 | GAK          |
| 4ª jornada   |     |              |
| AZ           | 1–0 | Rangers      |
| Auxerre      | 5–1 | Amica Wronki |
| 5ª jornada   |     |              |
| GAK          | 2–0 | AZ           |
| Rangers      | 0–2 | Auxerre      |

| Time          | J | V | E | D | GP | GC | SG  | Pts |
| ------------- | - | - | - | - | -- | -- | --- | --- |
| Stuttgart     | 4 | 3 | 0 | 1 | 10 | 3  | +7  | 9   |
| Benfica       | 4 | 3 | 0 | 1 | 9  | 5  | +4  | 9   |
| Heerenveen    | 4 | 2 | 1 | 1 | 6  | 6  | 0   | 7   |
| Dinamo Zagreb | 4 | 1 | 1 | 2 | 9  | 7  | +2  | 4   |
| Beveren       | 4 | 0 | 0 | 4 | 2  | 15 | −13 | 0   |

| 1ª jornada    |     |               |
| Benfica       | 4–2 | Heerenveen    |
| Beveren       | 1–5 | Stuttgart     |
| 2ª jornada    |     |               |
| Stuttgart     | 3–0 | Benfica       |
| Dinamo Zagreb | 6–1 | Beveren       |
| 3ª jornada    |     |               |
| Benfica       | 2–0 | Dinamo Zagreb |
| Heerenveen    | 1–0 | Stuttgart     |
| 4ª jornada    |     |               |
| Dinamo Zagreb | 2–2 | Heerenveen    |
| Beveren       | 0–3 | Benfica       |
| 5ª jornada    |     |               |
| Stuttgart     | 2–1 | Dinamo Zagreb |
| Heerenveen    | 1–0 | Beveren       |

| Time                 | J | V | E | D | GP | GC | SG | Pts |
| -------------------- | - | - | - | - | -- | -- | -- | --- |
| Lille                | 4 | 3 | 0 | 1 | 5  | 3  | +2 | 9   |
| Sevilla              | 4 | 2 | 1 | 1 | 6  | 4  | +2 | 7   |
| Alemannia Aachen     | 4 | 2 | 1 | 1 | 5  | 4  | +1 | 7   |
| Zenit St. Petersburg | 4 | 1 | 2 | 1 | 9  | 6  | +3 | 5   |
| AEK Athens           | 4 | 0 | 0 | 4 | 4  | 12 | −8 | 0   |

| 1ª jornada           |     |                      |
| Zenit St. Petersburg | 5–1 | AEK Athens           |
| Alemannia Aachen     | 1–0 | Lille                |
| 2ª jornada           |     |                      |
| Lille                | 2–1 | Zenit St. Petersburg |
| Sevilla              | 2–0 | Alemannia Aachen     |
| 3ª jornada           |     |                      |
| Zenit St. Petersburg | 1–1 | Sevilla              |
| AEK Athens           | 1–2 | Lille                |
| 4ª jornada           |     |                      |
| Sevilla              | 3–2 | AEK Athens           |
| Alemannia Aachen     | 2–2 | Zenit St. Petersburg |
| 5ª jornada           |     |                      |
| Lille                | 1–0 | Sevilla              |
| AEK Athens           | 0–2 | Alemannia Aachen     |

## Fases Finais

### Dezasseis-Avos de Final
Depois da fase de grupos realizou-se o sorteio para decidir os cruzamentos das duas fases seguintes, disputadas como eliminatórias de ida e volta. O campeão de cada grupo na fase anterior ficou enquadrado junto a um terceiro classificado como local, com a vantagem de disputar a volta como local para a equipe campeã. Os segundos classificados se enfrentaram na repescagem da Liga dos Campeões, também com a vantagem de campo para a partida de volta.
As partidas de ida se disputaram nos dias 16 de Fevereiro. A volta da eliminatória ocorreu dia 27 de Fevereiro.
| Equipe 1         | Total           | Equipe 2              | 1.º jogo | 2.º jogo  |
| ---------------- | --------------- | --------------------- | -------- | --------- |
| Olympiacos       | 2–0             | Sochaux               | 1–0      | 1–0       |
| Heerenveen       | 2–4             | Newcastle United      | 1–2      | 1–2       |
| Grazer AK        | 3–4             | Middlesbrough         | 2–2      | 1–2       |
| Sporting CP      | 4–2             | Feyenoord             | 2–1      | 2–1       |
| Valencia         | 2–2 (3–4 (g.p)) | Steaua București      | 2–0      | 0–2 (a.p) |
| Dynamo Kyiv      | 0–2             | Villarreal            | 0–0      | 0–2       |
| Shakhtar Donetsk | 2–1             | Schalke 04            | 1–1      | 1–0       |
| Alemannia Aachen | 1–2             | AZ                    | 0–0      | 1–2       |
| Austria Wien     | 2–1             | Athletic Bilbao       | 0–0      | 2–1       |
| Fenerbahçe       | 1–3             | Zaragoza              | 0–1      | 1–2       |
| Panathinaikos    | 1–2             | Sevilla               | 1–0      | 0–2       |
| Parma            | 2–0             | Stuttgart             | 0–0      | 2–0 (a.p) |
| Partizan         | 3–2             | Dnipro Dnipropetrovsk | 2–2      | 1–0       |
| CSKA Moscow      | 3–1             | Benfica               | 2–0      | 1–1       |
| Basel            | 0–2             | Lille                 | 0–0      | 0–2       |
| Ajax             | 2–3             | Auxerre               | 1–0      | 1–3       |

### Oitavos-de-final
A ida desta eliminatória foi disputada em 10 de Março e a volta 20 de Março.
| Equipe 1         | Total   | Equipe 2         | 1.º jogo | 2.º jogo |
| ---------------- | ------- | ---------------- | -------- | -------- |
| Olympiacos       | 1–7     | Newcastle United | 1–3      | 0–4      |
| Middlesbrough    | 2–4     | Sporting CP      | 2–3      | 0–1      |
| Steaua București | 0–2     | Villarreal       | 0–0      | 0–2      |
| Shakhtar Donetsk | 2–5     | AZ               | 1–3      | 1–2      |
| Austria Wien     | 3–3 (a) | Zaragoza         | 1–1      | 2–2      |
| Sevilla          | 0–1     | Parma            | 0–0      | 0–1      |
| Partizan         | 1–3     | CSKA Moscow      | 1–1      | 0–2      |
| Lille            | 0–1     | Auxerre          | 0–1      | 0–0      |

### Finais
|  | Quartas-de-final         | Quartas-de-final         |          |       | Semifinal               | Semifinal               |  |  | Final      | Final      |
|  | 7 de Abril e 14 de Abril | 7 de Abril e 14 de Abril |          |       | 28 de Abril e 5 de Maio | 28 de Abril e 5 de Maio |  |  | 18 de Maio | 18 de Maio |
|  |                          |                          |          |       |                         |                         |  |  |            |            |
|  |                          |                          |          |       |                         |                         |  |  |            |            |
|  |                          |                          |          |       |                         |                         |  |  |            |            |
|  | Newcastle                | 1-1-2                    |          |       |                         |                         |  |  |            |            |
|  | Newcastle                | 1-1-2                    |          |       |                         |                         |  |  |            |            |
|  | Sporting                 | 0-4-4                    |          |       |                         |                         |  |  |            |            |
|  | Sporting                 | 0-4-4                    | Sporting | 2-2-4 |                         |                         |  |  |            |            |
|  |                          |                          | Sporting | 2-2-4 |                         |                         |  |  |            |            |
|  |                          | AZ Alkmaar               | 1-3-4    |       |                         |                         |  |  |            |            |
|  | Villarreal               | AZ Alkmaar               | 1-3-4    | 1-1-2 |                         |                         |  |  |            |            |
|  | Villarreal               |                          |          | 1-1-2 |                         |                         |  |  |            |            |
|  | AZ Alkmaar               | 2-1-3                    |          |       |                         |                         |  |  |            |            |
|  | AZ Alkmaar               | 2-1-3                    | Sporting | 1     |                         |                         |  |  |            |            |
|  |                          |                          | Sporting | 1     |                         |                         |  |  |            |            |
|  |                          | CSKA Moscou              | 3        |       |                         |                         |  |  |            |            |
|  | Austria Viena            | CSKA Moscou              | 3        | 1-0-1 |                         |                         |  |  |            |            |
|  | Austria Viena            |                          |          | 1-0-1 |                         |                         |  |  |            |            |
|  | Parma                    | 1-0-1                    |          |       |                         |                         |  |  |            |            |
|  | Parma                    | 1-0-1                    | Parma    | 0-0-0 |                         |                         |  |  |            |            |
|  |                          |                          | Parma    | 0-0-0 |                         |                         |  |  |            |            |
|  |                          | CSKA Moscou              | 0-3-3    |       |                         |                         |  |  |            |            |
|  | CSKA Moscou              | CSKA Moscou              | 0-3-3    | 4-0-4 |                         |                         |  |  |            |            |
|  | CSKA Moscou              |                          |          | 4-0-4 |                         |                         |  |  |            |            |
|  | Auxerre                  | 0-2-2                    |          |       |                         |                         |  |  |            |            |
|  | Auxerre                  | 0-2-2                    |          |       |                         |                         |  |  |            |            |

### Quartos de final
| Equipe 1         | Total   | Equipe 2    | 1.º jogo | 2.º jogo |
| ---------------- | ------- | ----------- | -------- | -------- |
| Newcastle United | 2–4     | Sporting CP | 1–0      | 1–4      |
| Villarreal       | 2–3     | AZ          | 1–2      | 1–1      |
| Austria Wien     | 1–1 (a) | Parma       | 1–1      | 0–0      |
| CSKA Moscow      | 4–2     | Auxerre     | 4–0      | 0–2      |

### Meias finais
| Equipe 1    | Total   | Equipe 2    | 1.º jogo | 2.º jogo |
| ----------- | ------- | ----------- | -------- | -------- |
| Sporting CP | 4–4 (a) | AZ          | 2–1      | 2–3      |
| Parma       | 0–3     | CSKA Moscow | 0–0      | 0–3      |

## Final
| 18 Maio 2005 | Sporting CP | 1 – 3  | CSKA Moscovo                                       | Estádio José Alvalade, Lisboa                     |
|              | Rogério 29' | Report | A. Berezutskiy 56' · Zhirkov 65' · Vágner Love 75' | Público: 47,085 Árbitro: Graham Poll (Inglaterra) |

## Campeão
| Taça UEFA 2004-05            |
| ---------------------------- |
| PFC CSKA Moscovo (1º título) |